# Campeonato Mundial de Atletismo em Pista Coberta de 2018 - Salto em altura masculino
A prova do salto em altura masculino do Campeonato Mundial de Atletismo em Pista Coberta de 2018 ocorreu no dia 1 de março na Arena Birmingham, em Birmingham, no Reino Unido. 

## Recordes
Antes desta competição, os recordes mundiais e do campeonato nesta prova eram os seguintes:
|                       | Nome             | Nacionalidade | Distância | Local     | Data               |
| --------------------- | ---------------- | ------------- | --------- | --------- | ------------------ |
| Recorde mundial       | Javier Sotomayor | Cuba          | 2m 43cm   | Budapeste | 4 de março de 1989 |
| Recorde do campeonato | Javier Sotomayor | Cuba          | 2m 43cm   | Budapeste | 4 de março de 1989 |

## Medalhistas
| Oruro         | Prata                    | Bronze                     |
| Danil Lysenko | Catar Mutaz Essa Barshim | Alemanha Mateusz Przybylko |

## Cronograma
Todos os horários são locais (UTC+0).
| Data       | Hora  | Evento |
| ---------- | ----- | ------ |
| 1 de março | 18:45 | Final  |

## Resultado final
A final ocorreu dia 1 de Março às 18:45.  
| Posição           | Atleta             | Nacionalidade               | 2.20 | 2.25 | 2.29 | 2.33 | 2.36 | Resultados | Notas |
| ----------------- | ------------------ | --------------------------- | ---- | ---- | ---- | ---- | ---- | ---------- | ----- |
| Medalha de ouro   | Danil Lysenko      | Atletas Neutros Autorizados | o    | o    | o    | o    | xxo  | 2.36       |       |
| Medalha de prata  | Mutaz Essa Barshim | Catar                       | o    | o    | o    | o    | xxx  | 2.33       |       |
| Medalha de bronze | Mateusz Przybylko  | Alemanha                    | xo   | xxo  | xo   | xxx  |      | 2.29       |       |
| 4                 | Erik Kynard        | Estados Unidos              | o    | o    | xxo  | xxx  |      | 2.29       |       |
| 5                 | Sylwester Bednarek | Polónia                     | xo   | o    | xxx  |      |      | 2.25       |       |
| 6                 | Maksim Nedasekau   | Bielorrússia                | o    | xxx  |      |      |      | 2.20       |       |
| 6                 | Donald Thomas      | Bahamas                     | o    | xxx  |      |      |      | 2.20       |       |
| 6                 | Wang Yu            | China                       | o    | xxx  |      |      |      | 2.20       |       |
| 9                 | Tihomir Ivanov     | Bulgária                    | xxo  | xxx  |      |      |      | 2.20       |       |
| 9                 | Jamal Wilson       | Bahamas                     | xxo  | xxx  |      |      |      | 2.20       |       |
| 9                 | Robbie Grabarz     | Reino Unido                 | xxo  | xxx  |      |      |      | 2.20       |       |

Legenda
| Recorde mundial       | Recorde mundial (World record)               |                       | Recorde africano                      | Recorde africano (African) |                                           | Q | Classificado por posição (Qualified) |
| Recorde do campeonato | Recorde do campeonato (Championship record)  | Recorde da América    | Recorde da América (Americas)         | q                          | Classificado por melhor tempo (Qualified) |   |                                      |
| Melhor marca do ano   | Melhor marca do ano (World leading)          | Recorde asiático      | Recorde asiático (Asian)              | DNS                        | Não largou (Did not start)                |   |                                      |
| Recorde nacional      | Recorde nacional (National record)           | Recorde europeu       | Recorde europeu (European)            | DNF                        | Não terminou (Did not finish)             |   |                                      |
| Recorde pessoal       | Recorde pessoal do atleta (Personal best)    | Recorde da Oceania    | Recorde da Oceania (Oceania)          | DSQ / DQ                   | Desclassificado (Disqualified)            |   |                                      |
| Recorde da temporada  | Recorde da temporada do atleta (Season best) | Recorde sul-americano | Recorde sul-americano (South America) | NM                         | Sem marca (No mark)                       |   |                                      |